# Hypericum × inodorum
A Hypericum × inodorum a Malpighiales rendjébe, ezen belül az orbáncfűfélék (Hypericaceae) családjába tartozó hibridnövény, amely a bogyós orbáncfű (Hypericum androsaemum) és a nehézszagú orbáncfű (Hypericum hircinum) keresztezéséből jött létre.

## Előfordulása
A Hypericum × inodorum eredeti előfordulási területe Franciaország - beleértve Korzikát is -, Olaszország és Spanyolország.
Az ember betelepítette Nagy-Britanniába, Írországba, a kontinentális Portugáliába, a Madeira-szigetekre, Svájcba, Mexikó délnyugati részére, Chile déli felébe, az indonéziai Jáva szigetre és Új-Zéland Északi-szigetére.

## Képek

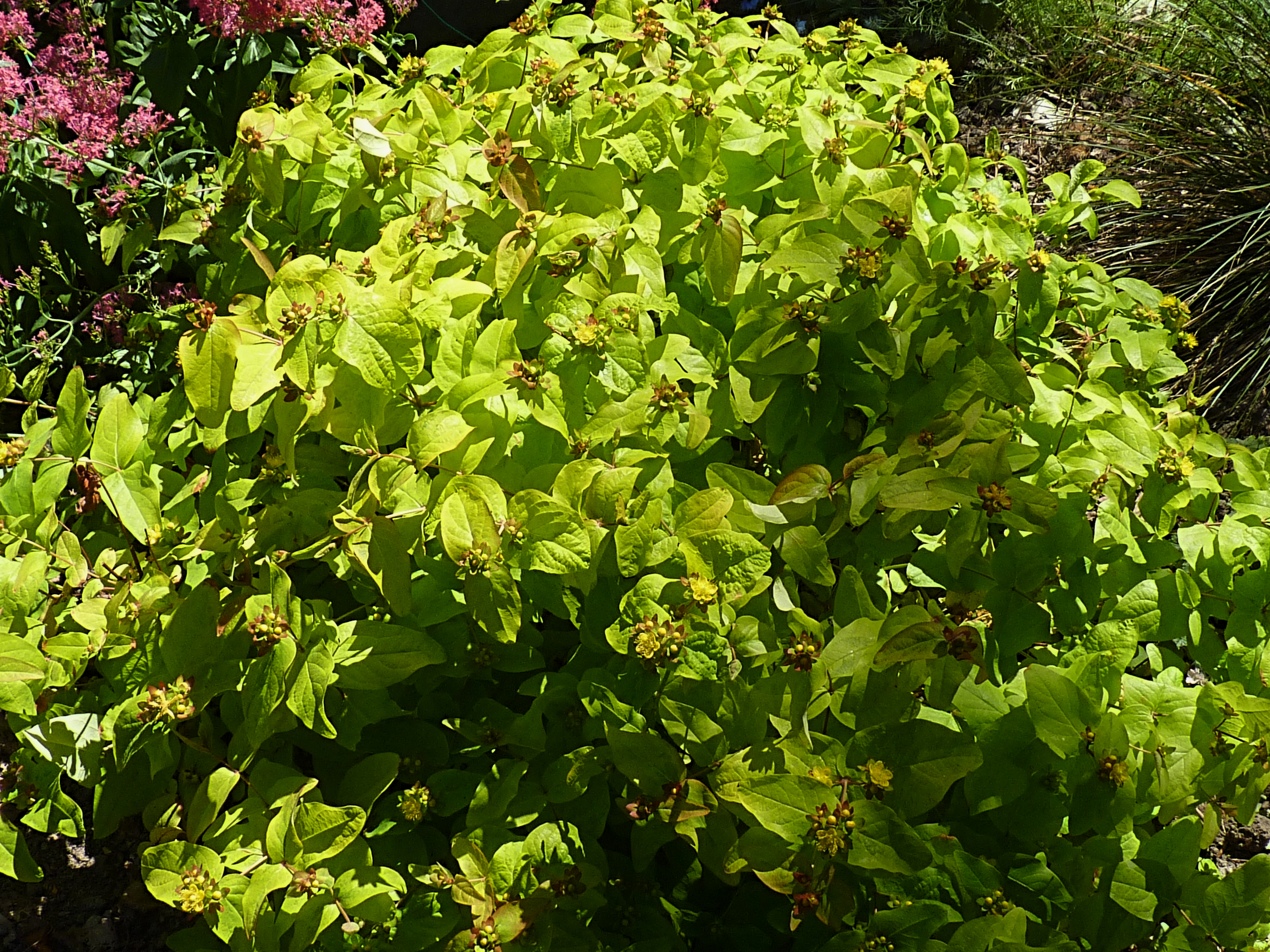
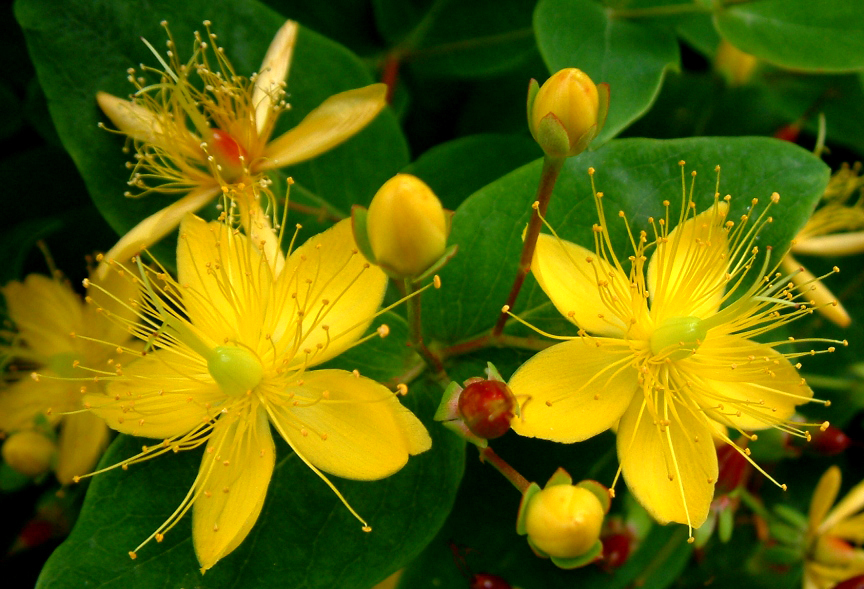
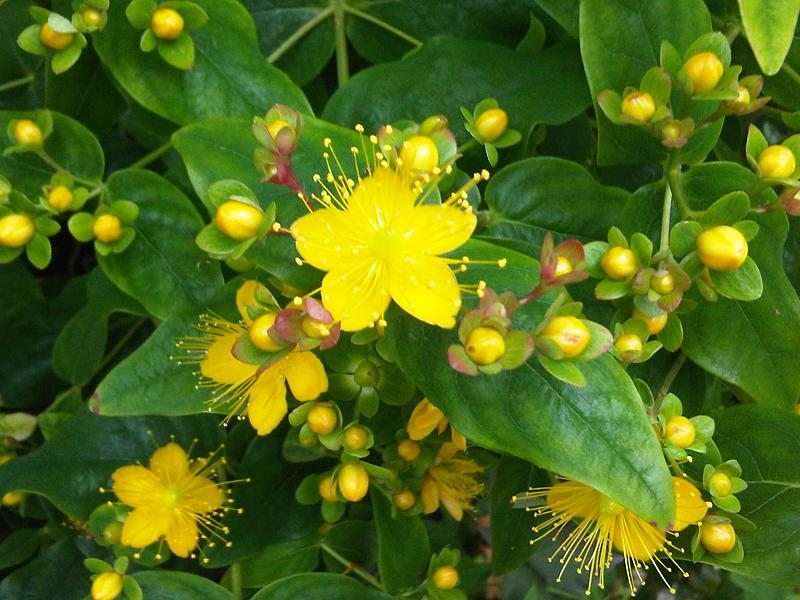
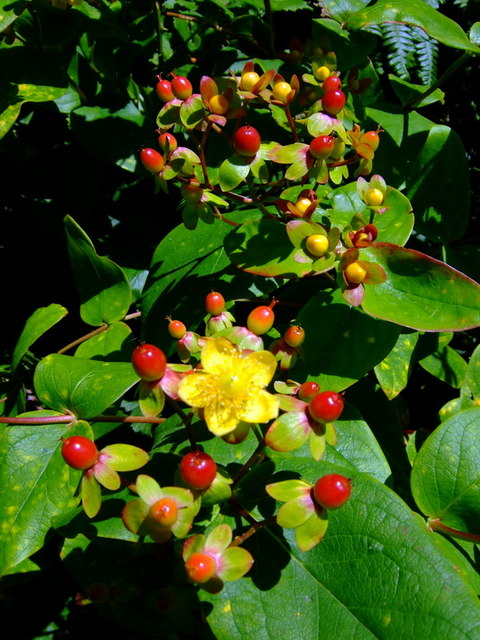
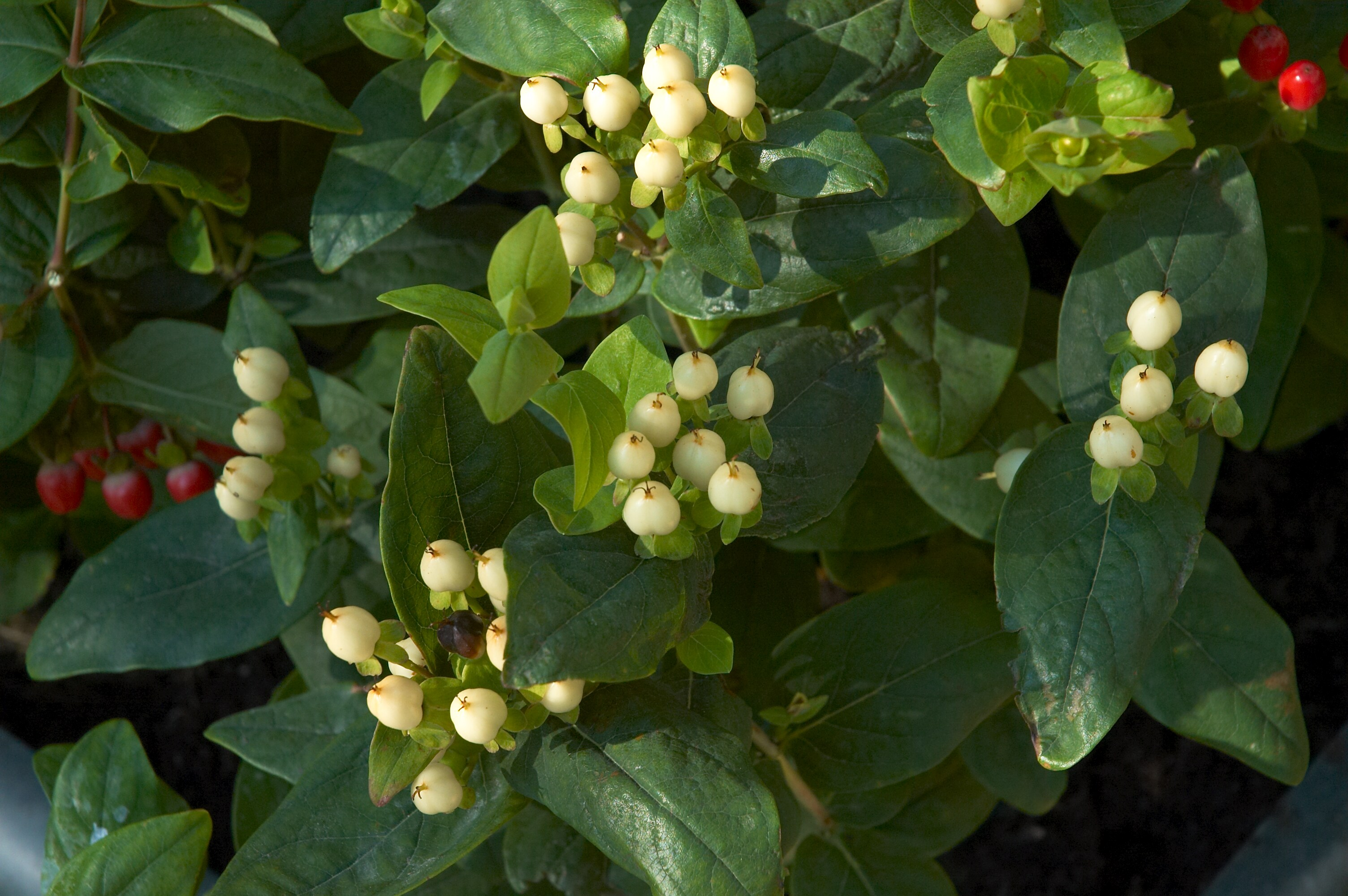